# Illa Dolleman
L'illa Dolleman és una illa antàrtica que es troba a 8 milles a l'est de cap Boggs, sobre la Barrera de gel Larsen a la costa est de la Terra de Palmer a l'Antàrtida.
És una illa amb forma rodona i coberta de gel, d'unes 13 milles de llarg.
Va ser descoberta el 1940 per membres de la Base Est del Servei Antàrtic dels Estats Units (USES), i va ser anomenada així en homenatge al sergent Hendrik Dolleman de Mánchester (Nou Hampshire), qui havia nascut el 8 de setembre de 1965 en Deventer, Països Baixos. Estava retirat del servei de la Força Aèria dels Estats Units, després d'haver servit sota les ordres de l'almirall Richard E. Byrd al continent antàrtic, en les expedicions del 1939 i 1955.
Dolleman també va ser un ensinistrador de gossos per a trineus i de rescat. El 1942, quan es trobava a Massachusetts, va ser condecorat amb la Medalla al Soldat per la seva participació en dues missions de rescat polars.
El British Antarctic Survey ha utilitzat l'illa Dolleman com un lloc de perforació de gel el 1976, 1986 i 1993. Els principals descobriments derivats d'aquestes perforacions estan relacionats amb la migració de MSA dins del gel i la identificació dels corrents atmosfèrics del passat.

## Reclamacions territorials
L'argentina inclou a l'illa en el departament Antàrtida Argentina dins de la província de Terra del Foc, Antàrtida i Illes de l'Atlàntic Sud; per a Xile forma part de la comuna Antàrtica de la província Antàrtica Xilena dins de la Regió de Magallanes i de l'Antàrtica Xilena; i per al Regne Unit integra el Territori Antàrtic Britànic. Les tres reclamacions estan subjectes a les disposicions del Tractat Antàrtic.
Nomenclatura dels països reclamants: 
- l'Argentina: isla Dolleman
- Xile: isla Dolleman
- Regne Unit: Dolleman Island